# Brooke Peris
Brooke Peris (Darwin, 16 de enero de 1993) es una exjugadora australiana de hockey sobre césped.

## Trayectoria
Peris debutó con la selección australiana en 2013. En 2013 llegó a la final de la World League, pero perdió la final contra Países Bajos, en el Estadio de Natación y Gimnasia de San Miguel de Tucumán. En 2014 llegó a la final del Champions Trophy, pero cayó por penales ante Argentina en Mendoza. En 2018 avanzó hasta la final del Champions Trophy de Changzhou, pero volvió a perder contra Países Bajos. En 2019 fue subcampeona de la Pro League, al perder en los penales contra Países Bajos.
Participó con su selección en los Juegos Olímpicos de Río 2016, en Tokio 2020 y en París 2024.